# Lyle Wheeler
Lyle Wheeler (ur. 12 lutego 1905, zm. 10 stycznia 1990) – amerykański scenograf.

## Filmografia
scenografia
- 1937: Szczęśliwie się skończyło
- 1939: Przeminęło z wiatrem
- 1945: Zostaw ją niebiosom
- 1946: Anna i król Syjamu
- 1950: Na krawędzi prawa
- 1952: Małpia kuracja
- 1954: Ogród zła
- 1977: Flight to Holocaust

## Nagrody i nominacje
Został pięciokrotnie uhonorowany Oscarem; 24 razy otrzymał nominację do tej nagrody.